# رشاد الشوا
رشاد سعيد الشوا ولد في مدينة غزة عام 1909 وتوفي في أغسطس عام 1988.

## تعليمه
تلقى تعليمه حتى الثانوية العامة في غزة ثم أكمل تعليمه العالي في السياسة والاقتصاد في الجامعة الأمريكية في القاهرة عام 1934.

## وظائفه
شغل وظيفة قائم مقام في مدينة حيفا عام 1935 في فترة الاحتلال البريطاني وعمل كرئيس لبلدية غزة من العام 1972-1975 في فترة الاحتلال الاسرائيلي.

## من هو
هو شخصية اقتصادية وسياسية واجتماعية مميزة، كان وما زال لأفكارة وأعمالة الكثير من الأثر في حياة المواطنين في مدينة غزة.

## أهم أعماله
- أسس أول نادي رياضي عام 1934، عرف باسم مركز رعاية الشباب (نادي غزة الرياضي حالياً).
- أسس جريدة «الوطن العربي» الأسبوعية عام 1950، وترأس تحريرها وعاونه وديع الترزي وغالب النشاشيبي، واستمرت لمدة ثمانية شهور.
- في السبعينيات أنشأ الهيئة الخيرية التي ساعدت على اتصال غزة بالدول العربية.
- أنشأ "مركز رشاد الشوا الثقافي" عام 1988 وهو المركز الثقافي الأول في فلسطين.
- أنشأ أول سينما في غزة وهي سينما السامر في الأربعينيات من القرن الماضي.
- إنشاء مركز الأطراف الصناعية في عام 1975، والذي يعمل على حل مشاكل المعاقين جسدياً.
- إنشاء مصنع للعصير على الخط الشرقي والذي يطلق عليه اسم شارع صلاح الدين حالياً.

## ورثته في العمل السياسي
ورثه في العمل السياسي ابنتة راوية الشوا عضو المجلس التشريعي الفلسطيني المنتخب لفترتين.
ولة ابن أخ تولى وزارة في عهد السلطة منها وزارة الزراعة كما وشغل عدة مراكز إدارية.

## المصدر
بلدية غزة